# (3708) 1974 FV1
(3708) Socus（仮符号: 英語: 1974 FV) とは、木星のL5トロヤ群小惑星の1つである。小惑星番号が付けられているが、名前がつけられていない小惑星としては最も小さい番号を持っていたが、2021年5月にトロヤに与し、オデュッセウスに討たれたSocusに因んで命名された。
2021年現在、命名されていない最も小さい小惑星番号を持つ小惑星は(4596) 1981 QBである。
Socusの直径は約 76 km と推定されている。アルベドは 0.059 と極めて暗い。自転周期は6.553時間である。